# Huh Jung-Moo
Huh Jung-Moo (hangul: 허정무, sinh 13/1/1955) là huấn luyện viên của đội tuyển bóng đá quốc gia Hàn Quốc.